# Rork
Pour les articles homonymes, voir Rork (homonymie).
Rork une série de bande dessinée créé par Andreas, dont la première apparition date de 1978 dans la revue Le Journal de Tintin. Son personnage principal éponyme est un alchimiste énigmatique qui traverse le temps en rencontrant diverses personnes. La série compte sept tomes et s'est achevée en 1993.
Inspirée par la bande dessinée américaine (comic books pour le rythme, Berni Wrightson pour le dessin), la série fait sensation lorsqu'elle apparaît dans Tintin, au milieu de Taka Takata, Lefranc ou Chick Bill.

## Historique de la série

### Histoire éditoriale
Rork est un personnage récurrent créé par Andreas en 1978. L'auteur lui fait d'abord vivre des aventures surnaturelles  et fantastiques indépendantes sous la forme d'histoires courtes avant que l'éditeur ne lui demande de réaliser une histoire plus longue dans l'optique d'une publication en album. Ces planches sont marquées par l'influence de l’heroic fantasy et de H. P. Lovecraft.

#### Le premier cycle,FragmentsetPassages
En 1982, Andreas arrête provisoirement la série. Ce n'est que deux ans plus tard que Le Lombard en publie deux albums dans sa collection « Histoires et Légendes ». Le premier, Fragments, recueille sept histoires courtes parues entre 1978 et 1980, tandis que le second, Passages, se compose de quatre récits parus entre 1980 et 1982. 
Les histoires courtes imaginées tout d'abord de manière indépendantes, ce qui pouvait provoquer un sentiment d'incohérence, sont toutes reliées par les évènements des albums suivants, permettant progressivement « la construction d'une véritable œuvre ».

#### Le deuxième cycle
À la suite du succès des deux premiers Rork, Fragments et Passages, édités en 1984, l'éditeur Lombard demande à Andreas de continuer la série. Andreas planifie alors un cycle de cinq albums complets. 
Le Cimetière de cathédrales, paru en avril 1988, est le premier chapitre de ce cycle conçu comme un ensemble. Cet album est parti d'une image – celle de cathédrales en ruine au milieu de la jungle – autour de laquelle Andreas a construit cette histoire, qui fait réapparaître Rork dans la jungle amazonienne. 
Dans Lumière d'étoile, la quête de Rork le conduit dans un village troglodytique au Mexique. Il retrouve Deliah, vieillie de quarante ans après son passage dans un autre monde.
Dans Capricorne, paru en 1990, Rork est de retour à New York, où il rencontre de nouveaux alliés (Capricorne et ses acolytes) et un nouvel adversaire (Mordor Gott, possesseur du Cube Numérique).
Dans Descente, paru en 1992, Rork se rend en Antarctique, sur la trace d'une météorite qui se révèle être un vaisseau spatial. La descente dans les entrailles de ce vaisseau doué d'une forme d'intelligence se transforme en quête de ses origines pour Rork.
En 1993 paraît Retour, le septième et dernier tome de la série. D'une grande densité narrative, ce dernier tome était initialement prévu pour un plus grand nombre de pages. Mettant en scène tous les personnages apparus au cours de la série, cet album marque la fin d'un cycle narratif de 14 ans. 
En 2002 est paru aux Pays-Bas un huitième tome reprenant plusieurs illustrations sur le thème des personnages de la série ainsi que deux histoires jusqu'ici non reprises en album : Les Oubliés et Le sauveur du crétacé parues pour la première dans Super Tintin en 1982, pour la seconde dans Le Journal de Tintin en 1987. Cet album est en néerlandais. 

#### Le tome zéro (Les Fantômes)
Andreas commence en 2006 à travailler sur un nouveau tome de Rork. Cet album est publié en 2012 par Le Lombard sous le titre Les Fantômes. Ce "tome zéro" raconte une histoire sans aucun lien avec le reste de la série, et se passe avant les évènements des sept autres albums. Dans un entretien, Andreas précise que cet album reste un "one-shot", qui peut se lire de manière indépendante.

### Séries dérivées

#### Capricorne
Rork rencontre, dans le tome cinq, un personnage important dénommé Capricorne. Celui-ci fait l'objet depuis 1997 d'une série dérivée publiée dans la collection « Troisième Vague » des éditions du Lombard. Les évènements de la série Rork s'intercalent entre les tomes quatre et cinq de la série Capricorne et quelques personnages de la série-mère y font des apparitions (Low Valley, Mordor Gott, Blue Face, le cube numérique…) mais les deux séries restent tout de même très indépendantes.

#### Raffington Event
Un autre personnage de la série, introduit dans le deuxième tome, eut le droit à un album indépendant en 1989. Il s'agit du détective privé dénommé Raffington Event qu'Andreas anima dans plusieurs histoires courtes sans aucun rapport avec les deux séries sus-citées.

## L'histoire
Personnage énigmatique aux origines anciennes et inconnues, Rork est le genre de personne à qui l'on fait appel lors d'évènements extraordinaires. Il aime résoudre les énigmes, s'intéresse au paranormal et aux légendes. Il est cultivé et sait décrypter les écritures anciennes mais a aussi certains pouvoirs très spéciaux (notamment celui de passer d'un monde parallèle à un autre, ce qui lui vaudra bien des déboires). Il a le don pour se retrouver dans des histoires complexes mais ne se laisse jamais porter par les événements.

## Personnages
Rork  : D'origine ancienne et inconnue, Rork est passionné par les légendes, les énigmes et les mystères. Sa réputation dans le domaine est bien établie et il ne sait pas résister à l'appel de l'inconnu, ce qui le plonge souvent dans des situations périlleuses. Capable de passer d'une réalité à une autre, il attend également le moment propice pour rentrer chez lui et recouvrer sa véritable forme.
Rork est découvert tout bébé sous le porche d'une ferme par ceux qui deviennent ses parents adoptifs, un couple de forgerons de la Nouvelle-Angleterre du début du XVIIIe siècle. Montrant une grande intelligence, Rork survit à une grave fièvre enfantine qui lui blanchit prématurément les cheveux. Il devient alors l'élève de Tanémanar qui l'éduque et lui apprend à passer d'une réalité à une autre, l'avertissant qu'il ne pourra effectuer un tel passage qu'une seule fois en toute sécurité. 
Andreas indique qu'il partage avec Rork "le côté contemplatif, non-violent et observateur". Il déclare qu'à la création du personnage, il était "un peu comme lui, en pleine recherche d'identité". 
Adam Neels  : Scientifique et alchimiste, Adam vit reclus au plus profond de la forêt afin de poursuivre ses expériences en toute quiétude. Il a découvert que toute sphère possède un "point fatal" qui la fait éclater si une pression même infime y est appliquée. Toutes les sphères de toutes les natures sont concernées par cette découverte. La Terre y compris...
La Tache : Créature extra-terrestre capable de survivre dans l'espace. Elle peut se fixer sur toute créature vivante, humains compris. Elle en prend alors le contrôle mental et son hôte agit sans être capable de s'opposer aux ordres reçus. Elle ne peut, par elle-même, se déplacer qu'en ligne droite.
Low Valley : Jeune femme amnésique, Low Valley a été sauvée par Rork après qu'elle eu tenté en vain de dompter la puissance d'un artéfact ancien. Vivant avec ce dernier, elle possède le pouvoir de faire léviter les objets dans son sommeil. Elle récupère ses souvenirs et son nom véritable de Deliah Darkthorn lorsqu'elle est exposée à une Tache. Succombant à son influence, elle tente de tuer Rork et semble y parvenir. À son retour, libérée de la Tache, elle tente de protéger Rork mais tombe avec lui entre les mondes. Exilée dans une réalité parallèle, elle y passe l'équivalent de plus de trente ans alors que deux ans s'écoulent à peine sur Terre. Elle revient en compagnie de sa fille pour y quérir l'aide de Rork à retrouver l'esprit perdu de cette dernière, victime d'un Passage mal effectué. Deliah tente alors de s'opposer aux vues de Pharass mais elle succombe, vidée de sa vitalité.
Pharass : Il se présente comme étant un Gardien des Mondes, chargé de veiller à ce que les êtres vivants d'une réalité ne puissent pas voyager de l'une à l'autre. À ce titre, il est l'ennemi de Rork qui a la capacité d'effectuer des Passages en nombre illimités. Il n'hésite pas à manipuler l'entourage de Rork pour arriver à ses fins et lui faire perdre ses pouvoirs, servant ainsi les vues de son véritable maître Dahmaloch.

## Publications en français

### Dans des périodiques
- Tintin, Le Lombard :
  - 11 récits courts, 1978-1982
  - Le Prisonnier du désespoir, 1982
  - Le Cimetière de cathédrales, 1987
  - Lumière d'étoiles, 1987-1988
- Hello Bédé, Le Lombard :
  - Capricorne, 1990
  - Descente, 1992
  - Retour, 1993

### En albums
Tous les albums de la série sont parus aux éditions du Lombard. Les cinq premiers albums sont parus au format 22,3x29,5 avant d'être réédités en 1992 dans le format classique de l'éditeur en 1992.
0. Les Fantômes, 2012.
1. Fragments, avec Anne Delobel (couleurs), coll. « Histoires et légendes », 1984,  (ISBN 2-8036-0434-5)[n. 1]
2. Passages, coll. « Histoires et légendes », 1984,  (ISBN 2-8036-0480-9)[n. 2]
3. Le Cimetière de cathédrales, coll. « Histoires et légendes », 1988,  (ISBN 2-8036-0682-8)[n. 3]
4. Lumière d'étoile, coll. « Histoires et légendes », 1988,  (ISBN 2-8036-0706-9)[n. 4]
5. Capricorne, coll. « Histoires et légendes », 1990,  (ISBN 2-8036-0850-2)[n. 5]
6. Descente, 1992,  (ISBN 2-80361-007-8)
7. Retour, 1993,  (ISBN 2-80361-047-7)

- Rork, l'intégrale 1, 256 p., 2012.  (ISBN 978-2-8036-3095-0)
- Rork, l'intégrale 2, 240 p., 2013.  (ISBN 978-2-8036-3205-3)

## Publications dans d'autres langues

### En albums
- Sherpa : De Vergetenen, 2002. Contient des illustrations sur l'univers de Rork et deux histoires courtes inédites en album parues dans Le Journal de Tintin.   (ISBN 90-75504-50-0)